# Fanny Schoonheyt
Fernanda Wilhelmina Maria Albertina Schoonheyt (conocida como Fanny Schoonheyt ) (Róterdam, 15 de junio de 1912 - 23 de diciembre de 1961), fue una miliciana holandesa durante la Guerra civil española, donde luchó en el bando de los republicanos. Por sus acciones de combate y su habilidad con las armas fue conocida, en artículos de prensa, como la "reina de la ametralladora".

## Trayectoria
Fanny era la única hija del comerciante Jules Alphons Schoonheyt y de Johanne Gehring, de Isselhorst (Westfalia), propietaria de un taller de costura. Comenzó su carrera profesional como secretaria en el diario holandés Nieuwe Rotterdamsche Courant. Viajó a la URSS en 1934 y escribió varios artículos sobre lo vio.
En 1934 se trasladó a Barcelona como corresponsal extranjera. Schoonheyt se afilió al Partido Socialista Unificado de Cataluña (PSUC) y participó en la organización de la Olimpiada Popular. Durante el Golpe de Estado de julio de 1936 en Barcelona participó en los asaltos a los cuarteles de los días inmediatamente posteriores y después marchó al frente con el Grupo Thaelmann, antes de que llegaran las Brigadas internacionales.
En noviembre de 1936 fue herida en combate, pero al recuperarse ya no volvió al frente. Pasó a integrar el servicio de seguridad del PSUC. En la primavera de 1937 era oficial del Ejército de la República y directora del primer Campo de Instrucción premilitar establecido en Pins del Vallés. En 1938 intentó renovar su pasaporte en el consulado de los Países Bajos en Barcelona pero su solicitud fue denegada. Ese verano fue a Toulouse, donde intentó sacar una licencia de piloto.
Al acabar la guerra en España, se trasladó a la República Dominicana . Allí nació su única hija en 1940. En 1947 fue deportada. 
Se le permitió residir en Curaçao ya que la mayoría de los voluntarios holandeses se habían convertido en apátridas desde el Real Decreto de 1937 que les privó de la nacionalidad.
Allí trabajó como fotógrafa con el nombre de Fanny López. En 1957 pudo regresar a los Países Bajos, donde murió en 1961 de un ataque al corazón.